# Pentekostalizm w Niemczech

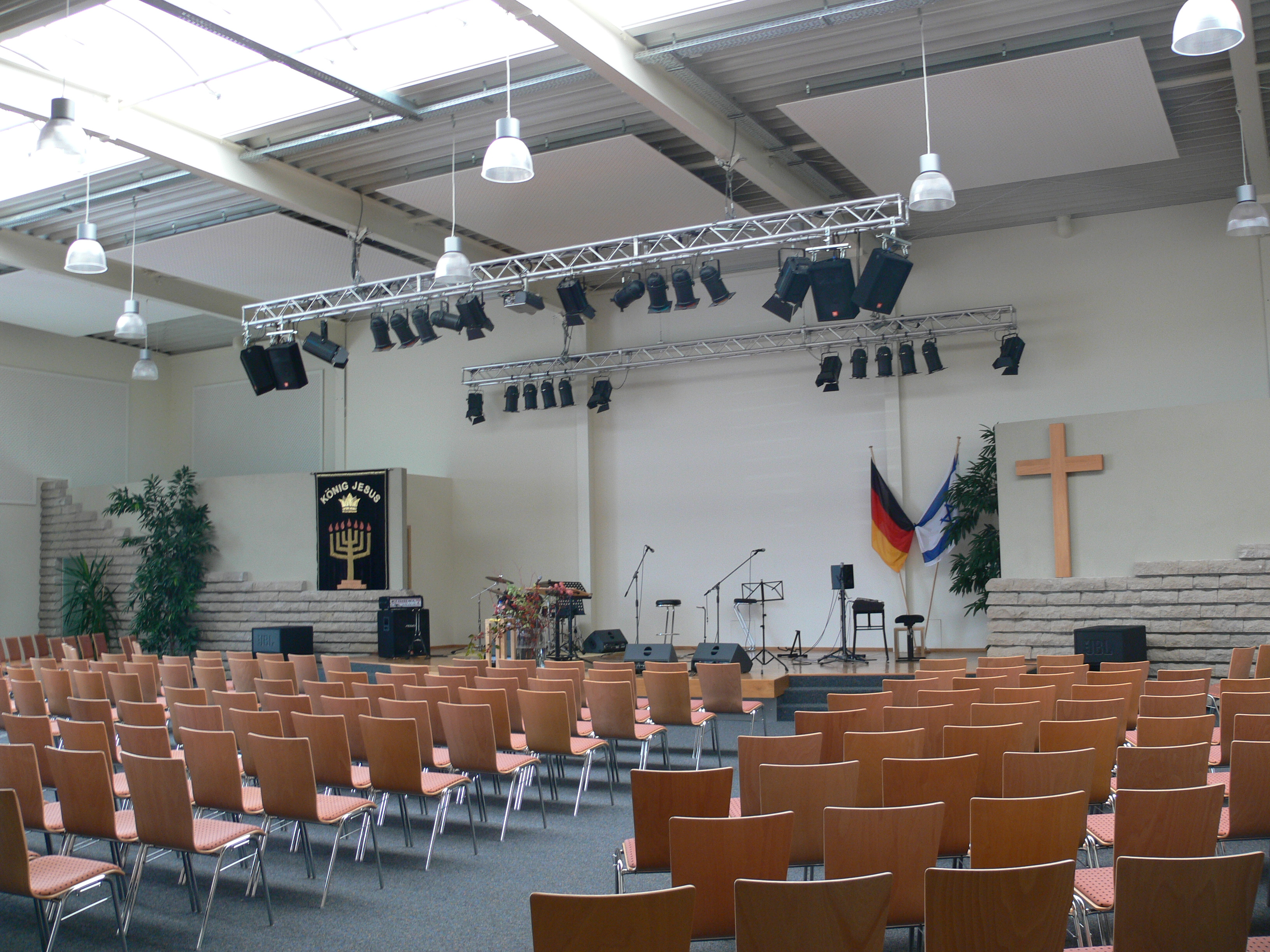
Wnętrze kaplicy zboru w Ravensburgu.

Pentekostalizm w Niemczech – wierni ruchu zielonoświątkowego w Niemczech. Podobnie jak i w innych krajach niemiecki, pentekostalizm jest podzielony na szereg denominacji, największą z nich jest Federacja Kościołów Zielonoświątkowych.
W 2022 roku oszacowano liczbę zielonoświątkowców w Niemczech na około 200 tysięcy. 

## Początki ruchu

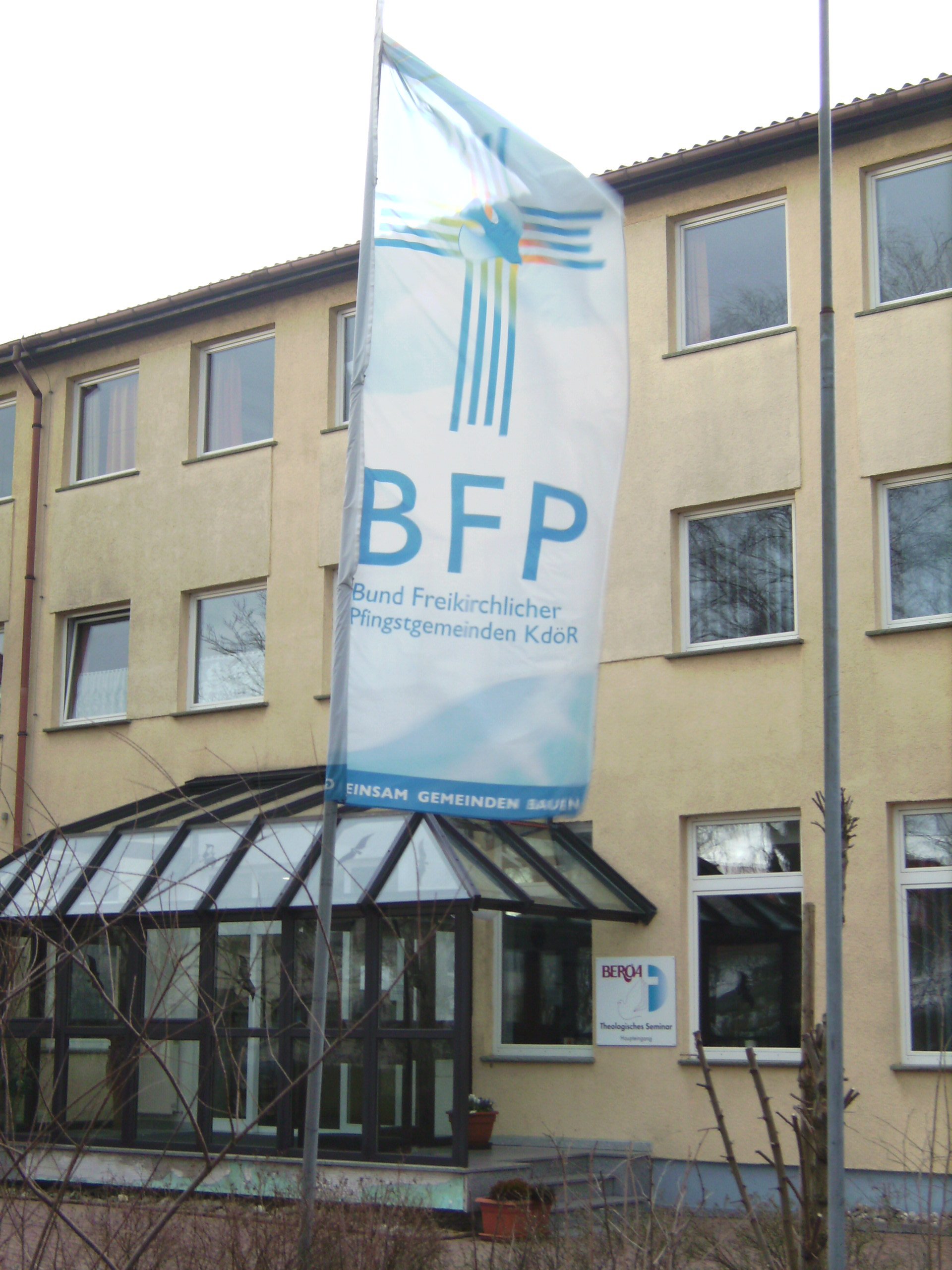
Seminarium teologiczne Beröa w Erzhausen.

Ruch zielonoświątkowy pojawił się w Niemczech w roku 1907 i był wtedy pod silnym wpływem ruchu uświęceniowego. Liderami pentekostalizmu we wczesnych jego latach byli: Jonathan Paul (1853–1931), Emil Meyer (1869–1950) z Hamburga i Emil Humburg (1874–1969) z Müllheim im Markgräflerland. W wyniku pewnych nieporozumień pomiędzy liderami ruchu 15 września 1909 roku doszło do deklaracji berlińskiej, której autorzy uznali, że w ruchu zielonoświątkowym manifestuje się fałszywy duch. Wkrótce po tej deklaracji, 28 września, zielonoświątkowcy zorganizowali swą pierwszą konferencję. Na tej konferencji udzielono trzypunktowej odpowiedzi autorom deklaracji berlińskiej, jej autorzy twierdzili, że:
1. ruch pochodzi od Ducha, z góry;
2. nie ma możliwości samooczyszczenia, ale tylko za pomocą Chrystusa (był to przytyk dla przedstawicieli ruchu Gemeinschaftsbewegung);
3. zaistniałe nieporozumienia są wynikiem ludzkiej ignorancji[4].

Utworzono też zielonoświątkową denominację, którą nazwano Mülheimer Verband (Stowarzyszenie Mülheim). Jednak w ramach tej organizacji działały rozmaite frakcje. W wyniku różnych nieporozumień Emil Meyer, Benjamin Schilling i Heinrich Vietheer zostali wyłączeni z Mülheimer Verband. Część z nich założyła Freie Pfingstgemeinden (wolne zielonoświątkowe zbory). Oprócz tego działały lokalne zbory, nienależące do żadnej denominacji, pozostające pod wpływem darbystycznej eschatologii.
Heinrich Vietheer (1883–1968) od 1922 roku ewangelizował przy pomocy misji namiotowej. Założone przez niego zbory utworzyły Społeczność Elim (Elim-Gemeinden). W roku 1926 liczyły one około 5000 wiernych.

## Okres nazizmu

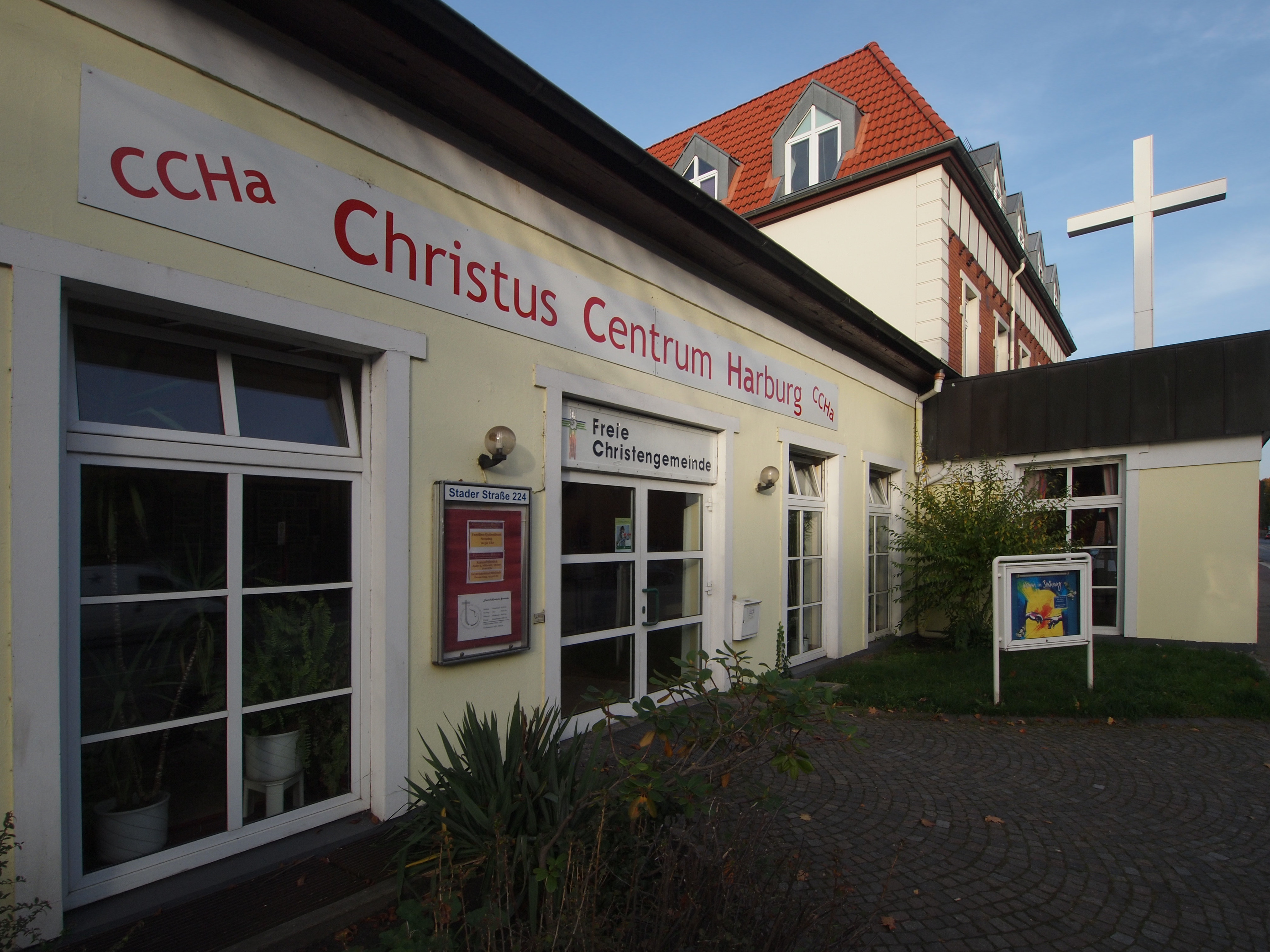
Christus Centrum Harburg, 2013

Emil Meyer, początkowo jeden z czołowych działaczy Mülheimer Verband i wyłączony z niej w 1911 roku, w 1932 roku napisał list do Hitlera, w którym nakreślił swój punkt widzenia na kwestię żydowską. W 1937 roku opublikował książkę, w której powołał się na własne wrażenia prorocze oraz spekulacje historiozoficzne i zaproponował, aby wszystkich Żydów przesiedlić do Egiptu, skąd później będą mogli udać się do Palestyny. Mülheimer Verband w 1938 roku zostało zmuszone do zmiany nazwy oraz pewnych zmian w swojej konstytucji, w wyniku których stowarzyszenie oficjalnie zatraciło zielonoświątkowy charakter. Christian Hugo Krust, historyk związany z Mülheimer Verband usiłował przedstawić postawę swej denominacji w duchu oporu, jednak Carl Simpson ocenił, że było to posłuszne przystosowanie do trudnego okresu nazizmu, co pozwoliło przetrwać ten okres.
Heinrich Vietheer, czołowy działacz zborów Elim, zareagował entuzjastycznie na dojście do władzy Hitlera. Jednak restrykcje i prześladowania ze strony nazistów zmusiły w 1938 roku do przyłączenia zborów Elim do Unii Baptystycznej.
W 1935 roku Karl Fix założył Volksmission (Misję ludową). Denominacja ta przetrwała do roku 1945, ponieważ naziści nie uważali jej za zielonoświątkową. Faktycznie różniła się od innych denominacji charakterem modlitwy (nie podnoszono rąk do góry), a sam Karl Fix przez cały okres nazistowski przekonywał, że Misja ludowa nie jest zielonoświątkowa.
Hermann Lauster w 1937 roku założył Zbory Boże. 22 sierpnia 1938 roku został uwięziony w obozie koncentracyjnym w Welzheim, gdzie był przetrzymywany do 16 marca 1939 roku. Oficjalnie Zbory Boże zostały zlikwidowane, ale wierni kontynuowali domowe nabożeństwa.

## Po II wojnie światowej

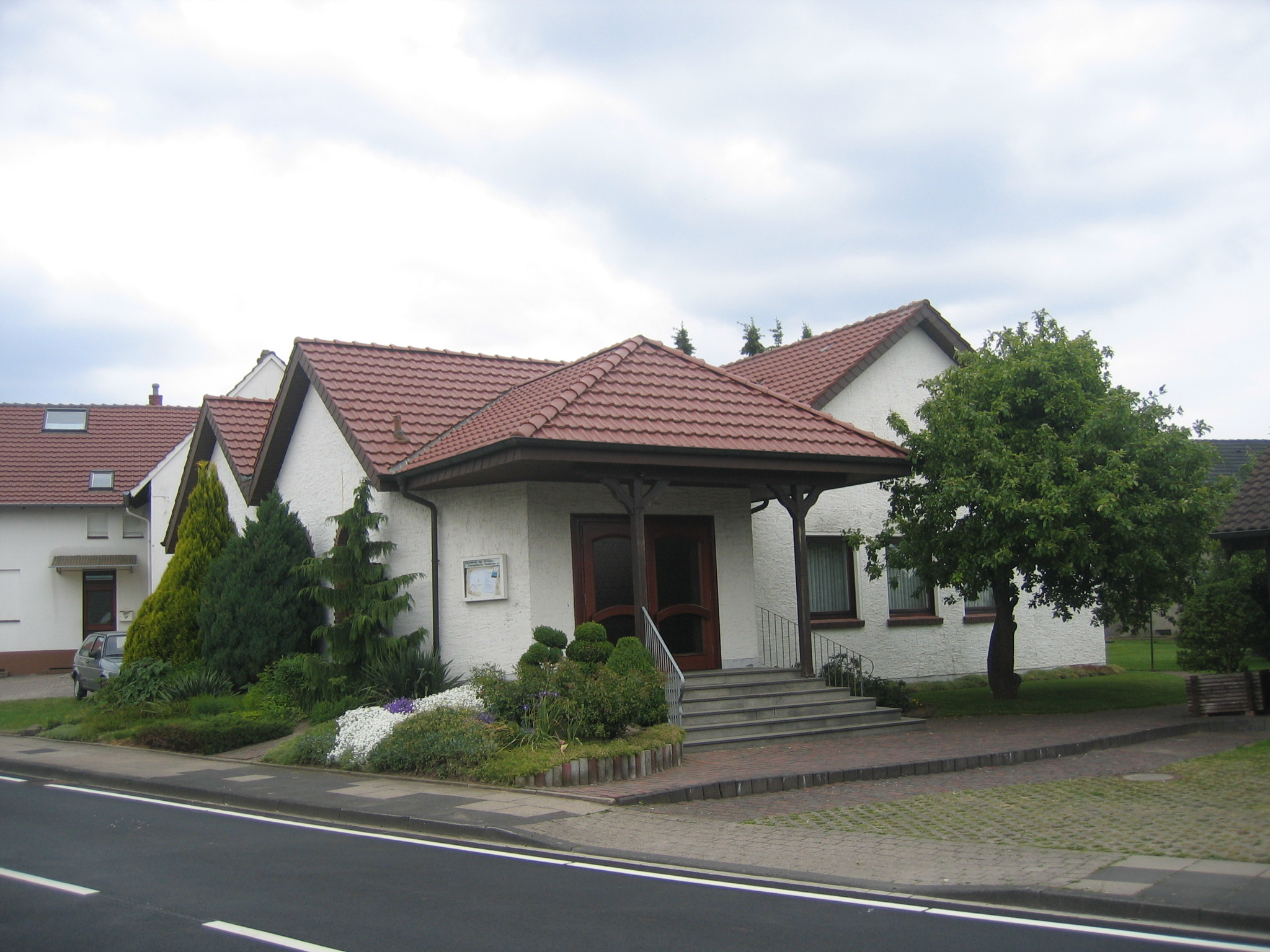
ECC-Gemeinde w Rödinghausen

Po zakończeniu II wojny światowej przewodnią rolę zaczęli odgrywać ci działacze, którzy byli represjonowani przez nazistów. Byli to m.in.: Karl Fix, Paula Gassner i Hermann Lauster, który powrócił z Anglii. W NRD w 1951 roku ruch zielonoświątkowy został zakazany przez komunistyczną władzę, co wpłynęło na znaczącą redukcję wiernych. Mülheimer Verband, wciąż największa denominacja, ewoluowała w stronę kwietyzmu. Hermann Zeiss założył ponad 120 zborów w pierwszej powojennej dekadzie. Misjonarze angielscy i duńscy założyli jeszcze jedną zielonoświątkową denominację – Kościół Apostolski.
W latach sześćdziesiątych Niemcy były odwiedzane przez amerykańskich ewangelistów, takich jak Oral Roberts i Tonny Osborn.
W 1979 roku powstało Forum Freikirchlicher Pfingstgemeinden (Forum Wolnych Kościołów Zielonoświątkowych). Jego członkami zostały następujące denominacje:
- Arbeitsgemeinschaft der Christengemeinden in Deutschland (ACD), liczący ok. 12 000 członków
- Apostolische Kirche – Urchristlische Mission (AKUM), liczący ok. 1200 członków
- Christliche Gemeinschaftsverband Mūlheim/Ruhr (CGV Mülheim), liczący ok. 7000 członków
- Gemeinde Gottes, ok. 3500 członków
- Volksmission entschiedener Christen (VM), ok. 4000 członków

W 1982 roku ACD zmieniło nazwę na Bund Freikirchlicher Pfingstgemeinden (Federacja Kościołów Zielonoświątkowych), do której to denominacji w 1988 roku przyłączyła się Volksmission, w 1991 roku przyłączyło się 13 zborów Elim z byłego NRD, a w 2000 roku 30 zborów denominacji Ecclesia-Gemeinden.
W 1998 roku Mülheimer Verband dokonało zmian w swej doktrynie i teologii, w rezultacie nie jest już klasyfikowane jako zielonoświątkowe ugrupowanie. W 2003 roku zostało wyłączone z Forum Freikirchlicher Pfingstgemeinden (Forum Wolnych Kościołów Zielonoświątkowych).
Oprócz tego od 1962 roku działa ruch charyzmatyczny (zwany też neopentekostalizmem), a w latach 80. pojawił się ruch neocharyzmatyczny.

## XXI wiek
Na początku XXI wieku największą zielonoświątkową denominacją była Federacja Kościołów Zielonoświątkowych, licząca około 40 000 członków skupionych w 600 zborach. Drugą ważną denominacją były Zbory Boże liczące 4000 członków i z liczbą 10 000 osób uczęszczających na nabożeństwa, skupionych w 80 zborach.
Drugą co do wielkości denominacją zielonoświątkową w Niemczech jest Braterstwo Wolnych Wspólnot Chrześcijańskich. Kościół ten, założony przez Iwana Woronajewa składa się głównie ze społeczności rosyjskojęzycznej i stanowi konserwatywne skrzydło ruchu zielonoświątkowego w Niemczech. W 2019 roku miał 18,5 tys. wiernych w 118 społecznościach. Kościół Boży liczy 4350 członków. Obecni są także Bracia norwescy, którzy zgromadzają 2650 wiernych w 10 lokalnych kościołach i Międzynarodowy Kościół Poczwórnej Ewangelii z 2,2 tys. wiernych. Inne znaczące organizacje ruchu zielonoświątkowego w Niemczech to: Stowarzyszenie „Winnica”, Gospel Forum Stuttgart i Kościół Hillsong.
Rosnącą rolę odgrywają kościoły imigranckie, wśród których wyróżnia się Kościół Zielonoświątkowy z Ghany, który na koniec 2024 roku zgromadził 10,2 tys. wiernych w 108 zborach.